# Сент Мајкл (Пенсилванија)
Сент Мајкл (енгл. St. Michael) насељено је место без административног статуса у америчкој савезној држави Пенсилванија.

## Демографија
По попису из 2010. године број становника је 408.
| Група             | 2000.    | 2010.       |
| Белци             | 0 (0,0%) | 403 (98,8%) |
| Афроамериканци    | 0 (0,0%) | 0 (0,0%)    |
| Азијати           | 0 (0,0%) | 0 (0,0%)    |
| Хиспаноамериканци | 0 (0,0%) | 3 (0,7%)    |
| Укупно            | 0        | 408         |